# 米哈伊福
米哈伊福，是匈牙利佐洛州所辖的一个村，总面积12.07平方公里，总人口384，人口密度31.8人/平方公里（2010年1月1日）。